# Argentinische Kammratte
Die Argentinische Kammratte (Ctenomys argentinus) ist eine Art der Kammratten. Die Art ist endemisch im Norden Argentiniens verbreitet.

## Merkmale
Die Argentinische Kammratte erreicht eine Gesamtlänge von etwa 26 Zentimetern sowie eine Schwanzlänge von durchschnittlich 8,4 Zentimetern, Gewichtsangaben liegen nicht vor. Es handelt sich damit um eine mittelgroße Art der Gattung. Die Rückenfärbung ist braun und wird an den Körperseiten heller gelblich-braun. Die Bauchseite ist blass grau-braun. Von der Schnauze zieht sich eine dunkle Mittellinie über das Gesicht, die Kopfoberseite und den Rücken bis zum Schwanzansatz. Sie beginnt als schmale Linie, verbreitert sich auf der Kopfoberseite und wird danach wieder schmaler. Im Halsbereich besitzen die Tiere zudem einen hellen Kragen.
Der Schädel ist kräftig gebaut und bei den ausgewachsenen Tieren sind kräftige Schädelkämme ausgebildet. Die Schnauze ist im Vergleich zu anderen Arten relativ groß. Die oberen Schneidezähne sind leicht vorstehend (proodont). Die Nasenbeine sind sehr schmal, die Jochbögen sind vergleichsweise schmal. Die Paukenblasen sind vergleichsweise klein und kaum aufgeblasen. Der Penisknochen ist flach ausgebildet mit einer konvexen Dorsalseite und einem vergrößerten vorderen, proximalen, Ende.
Der Karyotyp besteht aus einem doppelten Chromosomensatz von 2n = 44 (FN=50, 51 und 52 aufgrund eines Inversions-Polymorphismus) Chromosomen. Die Spermien sind symmetrisch.

## Verbreitung
Das Verbreitungsgebiet der Argentinischen Kammratte ist auf den Norden von Argentinien beschränkt, wo die Art endemisch vorkommt. Sie ist in den Provinzen Formosa, Chaco, Santiago del Estero und Santa Fe nachgewiesen.

## Lebensweise
Über die Lebensweise der Art liegen nur wenige Informationen vor. Sie lebt wie alle Kammratten weitgehend unterirdisch in Gangsystemen und ernährt sich vegetarisch von der verfügbaren Vegetation. Der Lebensraum ist geprägt durch den nordargentinischen Chaco mit Trockenwäldern und Dornbuschsavannen. Die Tiere kommen in trockeneren bis feuchteren Regionen (Chaco Seco and Chaco Húmedo) vor und leben als Einzelgänger (solitär) in sandigen Böden. Die Verbreitung ist dabei fleckenhaft und nicht flächendeckend, was unter anderem auf regelmäßige Überflutungen der Lebensräume zurückgeführt wird.

## Systematik
Die Argentinische Kammratte wird als eigenständige Art innerhalb der Gattung der Kammratten (Ctenomys) eingeordnet, die aus etwa 70 Arten besteht. Die wissenschaftliche Erstbeschreibung der Art stammt von den argentinischen Zoologen Julio Rafael Contreras und Licia M. Berry aus dem Jahr 1982. Diese gaben als Typuslokalität die Region um Campo Aráos etwa 27 Kilometer nördlich von Libertador General San Martín an; die Fundhöhe wurde mit 2500 Metern dokumentiert. Aufgrund ihres Verbreitungsgebiets würde die Art einer Artengruppe verschiedener Arten der Chaco-Region zugeordnet; molekularbiologische Untersuchungen ordnen sie allerdings der tucumanus-Gruppe um die Tucumán-Kammratte (Ctenomys tucumanus) zu.
Innerhalb der Art werden neben der Nominatform keine Unterarten unterschieden.

## Status, Bedrohung und Schutz
Die Argentinische Kammratte wird von der International Union for Conservation of Nature and Natural Resources (IUCN) als Art der Vorwarnliste („near threatened“) eingeordnet. Begründet wird die Einordnung durch das vergleichsweise kleine Verbreitungsgebiet von weniger als 124 km2 und die Zersplitterung der Population in mehrere voneinander getrennten Subpopulationen. Die Hauptbedrohungen für diese Art sind der Verlust von Lebensräumen durch die Ausbreitung von landwirtschaftlichen Flächen für den Sojaanbau und die natürlich kleinen und fragmentierten Populationen.

## Belege
1. 1 2 3 4 5 6 7 8 9  Argentine Tuco-tuco. In: T.R.O. Freitas: Family Ctenomyidae In: Don E. Wilson, T.E. Lacher, Jr., Russell A. Mittermeier (Herausgeber): Handbook of the Mammals of the World: Lagomorphs and Rodents 1. (HMW, Band 6) Lynx Edicions, Barcelona 2016, S. 517. ISBN 978-84-941892-3-4.
2. ↑  M. O. Ortells, J. R. Contreras, O. A. Reig: New Ctenomys karyotypes (Rodentia, Octodontidae) from north-eastern Argentina and from Paraguay confirm the extreme chromosomal multiformity of the genus. Genetica 82, 1990; S. 189–201. doi:10.1007/BF00056362
3. 1 2 3 4  Ctenomys argentinus in der Roten Liste gefährdeter Arten der IUCN 2019. Eingestellt von: C.J. Bidau, 2016. Abgerufen am 14. April 2020.
4. 1 2 3   Ctenomys argentinus. In: Don E. Wilson, DeeAnn M. Reeder (Hrsg.): Mammal Species of the World. A taxonomic and geographic Reference. 2 Bände. 3. Auflage. Johns Hopkins University Press, Baltimore MD 2005, ISBN 0-8018-8221-4.
5. ↑  J. Contreras, L. Berry: Ctenomys argentinus, una nueva especie de tuco-tuco procedente de la provincia del Chaco Rep. Arg. (Rod. Oct.). Historia Natural 2 (20), 1982; S. 165–173.